# Université Paris-Descartes
A Paris-Descartes Egyetem franciául: Université Paris-Descartes egy francia egyetem volt, amelyet 1971. január 1-jén hoztak létre. 2020. január 1-jén tűnt el a Université Paris Cité javára, miután a Hivatalos Lapban megjelent az új egyetem létrehozásáról szóló rendelet 2019. március 20-án.

## Híres diplomások
- François Fillon, francia jogász, mérsékelt konzervatív politikus, 2007. május 17. és 2012. május 10. között miniszterelnök Nicolas Sarkozy államfő alatt
- Erőss Gábor, magyar szociológus